# Liste der Museen in Dortmund
Die Liste der Museen in Dortmund beschreibt die Museen in Dortmund, die unter anderem Kunst, Industriegeschichte und Heimatgeschichte zum Gegenstand haben.

## Liste
| Bezeichnung                                      | Ortsteil                             | Beschreibung | Bild |
| ------------------------------------------------ | ------------------------------------ | --- | ---- |
| Archiv für Architektur und Ingenieurbaukunst NRW | City                                 | |      |
| Kindermuseum Adlerturm                           | City                                 | |      |
| Apothekenmuseum                                  | City                                 | |      |
| Automobilmuseum Dortmund                         | Wellinghofen                         | |      |
| Bergbaumuseum BUV-Kleinzeche                     | Mengede                              | |      |
| BINARIUM. Deutsches Museum der digitalen Kultur  | Huckarde                             | Ausstellung von Videospielkonsolen und Heimcomputern/PCs |      |
| Borusseum                                        | Westfalenhalle (Innenstadt-West)     | |      |
| Brauerei-Museum Dortmund                         | Nordmarkt (Innenstadt-Nord)          | |      |
| DASA – Arbeitswelt Ausstellung                   | Dorstfeld                            | Ein Schwerpunkt ist die Sicherheit und Gesundheit bei der Arbeit. Darüber hinaus werden Arbeitsplätze dargestellt, etwa eine Druckerei samt den Druckpressen. Im Atrium befindet sich eine Kinder-Baustelle. |      |
| Ausstellung „Eins-Eins-Null“ im Polizeipräsidium | Ruhrallee (Innenstadt-Ost)           | |      |
| Flippermuseum Ruhr                               | Wellinghofen                         | |      |
| Deutsches Fußballmuseum                          | City                                 | |      |
| Altes Hafenamt                                   | Hafen (Innenstadt-Nord)              | |      |
| Hartware Medienkunstverein                       | Dorstfelder Brücke (Innenstadt-West) | |      |
| Heimatmuseum Hörde in der Hörder Burg            | Hörde                                | |      |
| Heimatmuseum Lütgendortmund im Haus Dellwig      | Westrich                             | |      |
| Hoesch-Museum                                    | Borsigplatz (Innenstadt-Nord)        | |      |
| Deutsches Industrielack-Museum                   | Hafen (Innenstadt-Nord)              | |      |
| Deutsches Kochbuchmuseum                         |                                      | Das Museum hat Anfang 2011 seinen alten Standort im Westfalenpark verlassen. Geplant ist eine Wiedereröffnung in der Innenstadt.                                                                             |      |
| Kokerei Hansa                                    | Huckarde                             | |      |
| Museum für Kunst und Kulturgeschichte Dortmund   | City                                 | |      |
| Künstlerhaus Dortmund                            | Hafen (Innenstadt-Nord)              | |      |
| Magnetmuseum                                     | Aplerbeck                            | |      |
| Kindermuseum Mondo mio!                          | Ruhrallee (Innenstadt-Ost)           | |      |
| Dortmunder Münzkabinett                          | City                                 | |      |
| Nahverkehrsmuseum Dortmund                       | Nette                                | |      |
| Naturmuseum Dortmund                             | Nordmarkt (Innenstadt-Nord)          | |      |
| Museum Ostwall                                   | Dorstfelder Brücke (Innenstadt-West) | |      |
| PACE Automobil Museum                            | Westfalendamm (Innenstadt-Ost)       | |      |
| Westfälisches Schulmuseum                        | Marten                               | |      |
| Mahn- und Gedenkstätte Steinwache                | Nordmarkt (Innenstadt-Nord)          | |      |
| Sammlungen der Technischen Universität Dortmund  | Eichlinghofen                        | |      |
| LWL-Industriemuseum                              | Bövinghausen                         | |      |

- Karte mit allen verlinkten Seiten:
- OSM |
- WikiMap